# Krzyżna Góra (wzniesienie)
Krzyżna Góra – wzniesienie w południowo-wschodniej części Kłodzka. 

## Geografia
Wznosi się na zaokolu Jaszkówki, u jej ujścia do Nysy Kłodzkiej. Zbudowane z dewońskich łupków wzniesienie w części zajęte jest przez łąki i zagajniki, które użytkowane są jako ogródki działkowe. Na zboczach Krzyżnej Góry zbudowano w dwudziestoleciu międzywojennym osiedle zwane wtedy Jaskółczą Górą. 
Wschodnim zboczem wzniesienia prowadzi ruchliwa droga krajowa nr 33 z Kłodzka do Międzylesia.